# リデル・森の中
「リデル・森の中」（リデル・もりのなか）は、吸血鬼一族の物語を描いた萩尾望都のファンタジー漫画作品『ポーの一族』シリーズのうち、『別冊少女コミック』1975年6月号に掲載された短編作品である。
『ポーの一族』シリーズの第9作で、前作「ペニー・レイン」の続編にあたる。
ストーリーは、前作で両親をエドガー・ポーツネルに殺された少女、リデルがエドガーとアラン・トワイライトに育てられた子供の頃の思い出話を、訪ねてきたジョン・オービンに語るという内容で、悲劇的な色合いやミステリアスな展開を見せる作品が多いシリーズの中で、比較的明るく愛らしい小品となっている。

## あらすじ
1940年、リデラード（リデル）・ソドサ夫人がジョン・オービンに子供の頃の思い出話を語り始める。
リデルは、エドガーとアランの2人の少年と、夏ごとに森から別の森へと移り住んでいた。時折次の森へと移動する途中で村で村人を見かける以外には、他に人の姿を見かけることはなかった。
しかし、彼女が10歳の頃の春先に、リデルは彼女の祖母に引き渡される。そうして森の世界から引き戻されたリデルは、人間の世界で目覚め歩き出し始める。
そんなある日突然、リデルは気がつく。まるで絵から抜け出た画像のように姿の変わらない少年たちは、一体何者だったのだろうと。そして、私だけが年を取る、だから彼らは私を見放したのだと。
それから彼女は毎夜、彼らがいつか突然訪れはしないかと期待して、窓を開けて眠るようになる。しかし、いつしか窓を閉じ、そして彼女は結婚するのであった。
それでもときにどうしようもなく昔の自分が浮かんできて、せつない思いをすることもある。そんなときには夫に「私、昔小鳥の巣箱にいましたの。どこかの遠い森の中で、2羽の小鳥に育てられたんですよ。」と語りかける。夫は何のことかわからずに、ただ眉を上げて微笑むのであった。

## 「一週間」との混同について
本作掲載号の前月号にあたる『別冊少女コミック』1975年5月号の次月号予告ページには「一週間（仮題）」と記され、そこにリデル（らしき少女）のイラストが描かれているが、本作の構想作品名を仮で「一週間」としていただけなのか、あるいは6月号に「一週間」が掲載されリデルがそこに登場する予定であったのかは不明である。
なお、「一週間」が実際に掲載されたのは『別冊少女コミック』1975年12月号であるが、その前月号である11月号に掲載された「ホームズの帽子」の欄外に、次月号の予告で「一週間」が「まぼろしの短編 いよいよ登場」と紹介されている。